# Potamyia czekanovskii
Potamyia czekanovskii är en nattsländeart som först beskrevs av Martynov 1910.  Potamyia czekanovskii ingår i släktet Potamyia och familjen ryssjenattsländor. Inga underarter finns listade i Catalogue of Life.